# Vulvarine
Vulvarine ist eine Rockband aus Wien, die 2019 gegründet wurde und sich musikalisch dem eigens benannten Genre „Vulvarock“ verschrieben hat. Die Kernformation besteht aus Sandy Dee (Gitarre), Robin Redbreast (Bass) und Bea Heartbeat (Schlagzeug). Der Bandname „Vulvarine“ kombiniert den Begriff „Vulva“ (äußeres weibliches Geschlechtsorgan) mit einem Verweis auf die Comicfigur Wolverine – als augenzwinkerndes Wortspiel mit feministischer Schlagseite.

## Stil und Image
Vulvarines Musik wird von der Band selbst als „Vulvarock“ bezeichnet, ein Begriff, der die Band vor stilistischen Schubladen schützt und einen Gegenentwurf zum männlich dominierten „Cock Rock“ der letzten Jahrzehnte darstellt.
Die Band bewegt sich zwischen High Energy Rock ’n’ Roll, Hard-Rock und Punk-Rock mit bedeutenden Einflüssen von Bands wie Girlschool, The Runaways und The Donnas. Moderne Inspirationen kommen u. a. von Thundermother, Crucified Barbara und Maid of Ace.
Vulvarine verkörpert dabei das Riot-Grrrl-Mindset und setzen sich für mehr Sichtbarkeit von Frauen in Rock- und Metal-Genres ein. Die Band versteht sich als Vorbild für weiblich gelesene Nachwuchs-Musikerinnen und will aktiv dazu beitragen, den Frauen- bzw. FLINTA*-Anteil auf und vor der Bühne zu erhöhen.

## Geschichte
Nach der Band-Gründung Ende 2019 erschien im Jahr 2020 die Debüt-Single „Animal“, die später auf dem ersten Album Unleashed veröffentlicht wurde, das Vulvarine am 24. Oktober 2020 in der Arena Wien (Große Halle) präsentierte – dem ersten Konzert der Band überhaupt.
2021 trat Vulvarine in der neuen Formation mit Mika Silverhand (Leadgitarre) und Bea Heartbeat (Schlagzeug) als Support von Turbobier in der Arena Wien Open Air vor rund 3.000 Besuchern auf. Innerhalb der ersten fünf Bandjahre spielte die Band bereits über 120 Shows in ganz Europa.
Am 20. Oktober 2023 erschien die EP Witches Brew. Während Unleashed noch stärker durch Punk-Elemente beeinflusst war, zeigt Witches Brew eine melodiösere und bluesigere Richtung, maßgeblich beeinflusst durch den Gitarrenstil der damaligen Gitarristin Mika Silverhand sowie die nuancierteren Schlagzeug-Arrangements von Bea Heartbeat. Das Songwriting prägen fortan vor allem Robin Redbreast und Sandy Dee.
Im Frühjahr 2025 begleitete Vulvarine als offizieller Support Thundermother auf ihrer „Dirty & Divine Tour 2025“. Die Tour, zusammen mit Cobra Spell, brachte in 26 Shows in elf Ländern fast ausschließlich Frauen auf die Bühnen – ein bislang seltenes Line-Up im Rock-Bereich.
Parallel zur Tour veröffentlichte die Band am 28. März 2025 ihr zweites Album Fast Lane über das Label Napalm Records – ein bedeutender Schritt in ihrer Karriere. Das Album zeichnet sich durch einen noch ausgefeilteren Sound im Bereich Hard-Rock aus und enthält unter anderem eine Coverversion des Modern-Talking-Hits „Cheri Cheri Lady“ (1985). Fast Lane fand in Deutschland und Österreich Einzug in die Charts und wurde weltweit in diversen Musikmedien besprochen und positiv rezensiert.
Ende Mai 2025 gab die Band auf ihren Social-Media-Accounts bekannt, sich von Sängerin und Gründungsmitglied Suzy Q zu trennen.

## Diskografie

Vulvarine (2025)

### Studioalben
- 2020: Unleashed
- 2025: Fast Lane

### EPs
- 2023: Witches Brew

### Singles
- 2020: Animal
- 2022: Dark Red
- 2025: Fool
- 2025: The Drugs, the Love and the Pain
- 2025: Equal, Not the Same

## Live-Besetzung
Vulvarine tritt mit flexiblen Gastmusikerinnen für Gesang und Leadgitarre auf, während nach neuen Mitgliedern für ein fixes Line-Up gesucht wird.